# New York Red Bulls
O New York Red Bulls é um clube profissional de futebol dos Estados Unidos, localizado na região metropolitana de Nova Iorque. O Red Bulls compete na Major League Soccer (MLS), como membro da Conferência Leste. O clube foi fundado em outubro de 1994 e começou a jogar na temporada inaugural da liga em 1996 como New York/New Jersey MetroStars. Em 2006, o time foi vendido para a Red Bull GmbH e renomeado como parte da rede global de clubes de futebol da empresa.
O Red Bulls joga suas partidas como mandante na Red Bull Arena em Harrison, Nova Jérsia desde 2010, tendo jogado anteriormente no Giants Stadium. O clube é um dos dois times da MLS sediados na região metropolitana de Nova Iorque junto com o New York City FC, que entrou na liga em 2015. Os dois times competem entre si no Hudson River Derby.

## História

### New York MetroStars (1995–2005)
Fundado em 1995 como New York MetroStars e com sede em New Jersey, participou, entre 1996 e 2005, da Major League Soccer (MLS), a liga americana de futebol. Não ganhou nenhum título. Seus melhores resultados foram os vice-campeonatos da US Open Cup em 2003 e o da MLS Reserve Division em 2005. Participou da Copa Merconorte em 2001, mas foi desclassificado na primeira fase.

### New York Red Bulls (2006–presente)

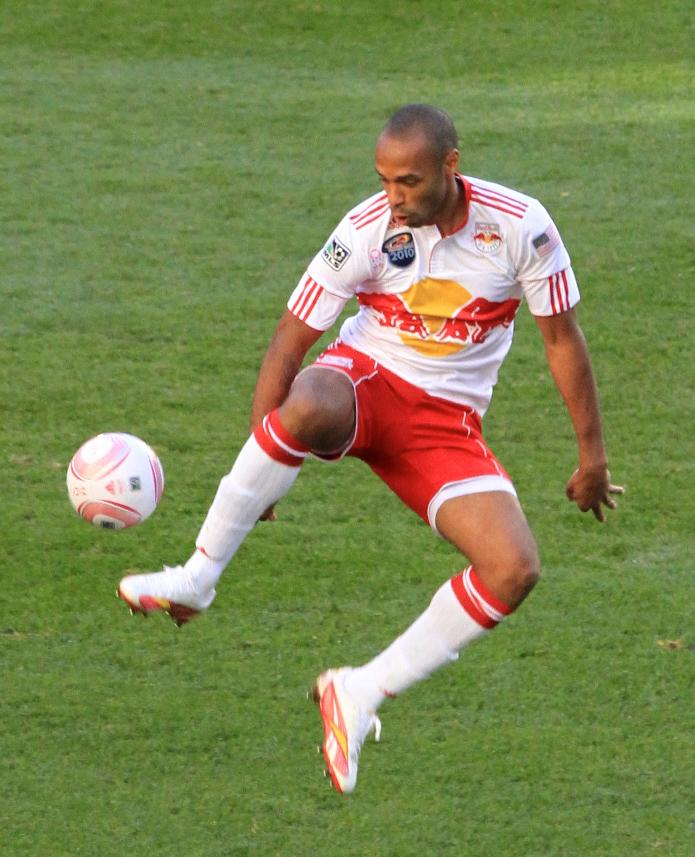
Thierry Henry foi uma das várias contratações de alto nível pelo Red Bulls em 2010

Em 9 de março de 2006, o clube foi comprado pela companhia multinacional austríaca de bebidas energéticas Red Bull e mudou seu nome para New York Red Bulls. Foi vice-campeão da MLS Cup em 2008. Em 2009, o New York Red Bulls fez uma campanha muito ruim. Tanto, que venceu apenas 5 dos 30 jogos disputados. Terminou na última colocação geral e ficou a 9 pontos do penúltimo colocado, o San José Earthquakes. Ainda participou da Liga dos Campeões da CONCACAF 2009-10, mas não passou da fase preliminar. No dia 27 de março de 2010, o New York Red Bulls venceu o Chicago Fire na estreia da MLS deste ano por 1x0. Este também foi o primeiro jogo do clube pela liga utilizando o seu novo estádio, a Red Bull Arena. No dia 14 de julho de 2010, foi oficializada a contratação do craque francês Thierry Henry, seguindo a Lei de Beckham. Henry estreou pelo New York no dia 22 de julho de 2010, num amistoso contra o Tottenham e fez um gol logo na estreia, mas o New York perdeu o jogo por 2x1. Em 2 de agosto, os Red Bulls contrataram mais um jogador seguindo a Lei de Beckham , o mexicano Rafael Márquez. Com a contratação de Márquez, os Red Bulls se tornaram a primeira equipe da MLS a ter três jogadores seguindo a Lei de Beckham. Nesse mesmo ano ficou em 3º lugar na MLS Supporters' Shield. Em 26 de outubro de 2013, conquistou seu primeiro título da MLS: MLS Supporters' Shield

## Estádio

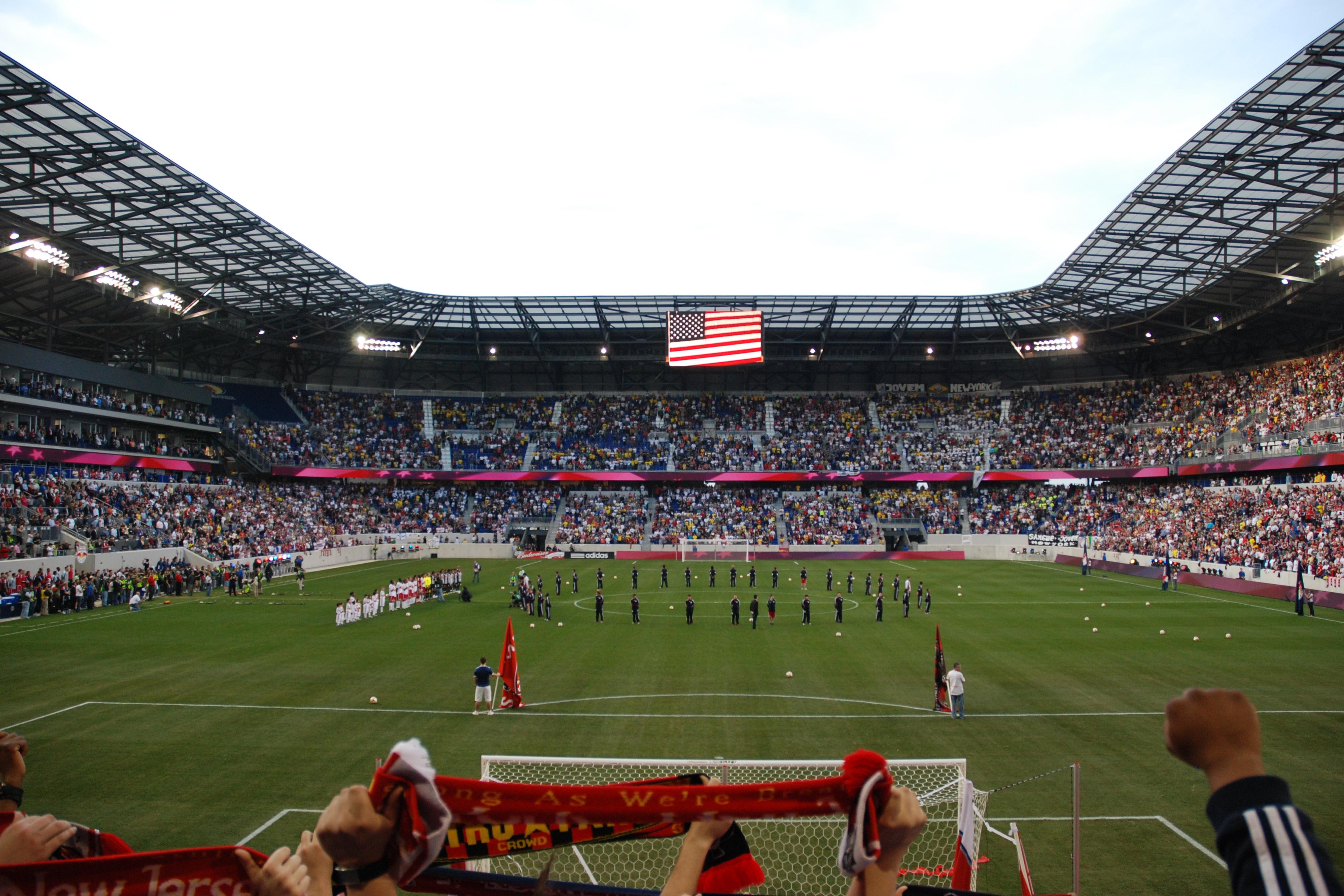
Partida de inauguração da Red Bull Arena contra o Santos FC em 20 de março de 2010

Teve seu estádio próprio inaugurado no dia 20 de março de 2010 e se chama Red Bull Arena. Para comemorar a inauguração, o New York Red Bulls marcou um amistoso contra o Santos nesse mesmo dia. O jogo terminou em 3x1 para o New York Red Bulls.

## Rivalidade
Os Red Bulls têm uma forte rivalidade com seus vizinhos, o New York City FC, desde que eles entraram na liga em 2015. O duelo ente os dois é chamado de Dérbi do rio Hudson (Hudson River Derby). Grupos de torcedores de ambos os clubes criaram a Hudson River Derby Foundation em 2019. Em 2023, um troféu, concedido a quem saiu por cima durante os encontros da liga entre as duas equipes, foi revelado.
Outros rivais mais antigos incluem o D.C. United, o New England Revolution e o Philadelphia Union. Todos juntos disputam entre si o título da Conferência Leate.

## Títulos
| NACIONAIS | NACIONAIS          | NACIONAIS | NACIONAIS        |
|           | Competição         | Títulos   | Temporadas       |
| --------- | ------------------ | --------- | ---------------- |
|           | Supporters' Shield | 3         | 2013, 2015, 2018 |

### Outros torneios
- Atlantic Cup (5): 2003, 2010, 2011, 2013, 2015
- La Manga Cup (1): 2004
- Walt Disney World Pro Soccer Classic (1): 2010
- Copa Emirates (1): 2011
- New York Cup (1): 2014

### Outras campanhas de destaque
Como New York MetroStars:
- US Open Cup: 2º lugar - 2003
- MLS Supporters' Shield: 3º lugar - 2000
- MLS Reserve Division: 2º lugar - 2005
- Copa Merconorte: 1ª fase - 2001

Como New York Red Bulls:
- MLS Cup: 2º lugar - 2008 e 2024
- MLS Supporters' Shield: 3º lugar - 2010
- Liga dos Campeões da CONCACAF: Semifinais - 2018

## Elenco atual
Atualizado em 16 de dezembro de 2023.
Legenda
- : Capitão
- : Jogador lesionado